# Tratamentul Hepatitei C în Republica Moldova
Tratamentul Hepatitei C este un proces complex și de lungă durată în care medicamentele antivirale sunt utilizate pentru a trata infecția.  Perioada de tratament pe lângă cea medicamentoasă include și o dietă alimentară strictă. 
Răspândire largă a virusului hepatitei C în Republica Moldova, în perioada anilor 1990-1995, a creat o situație epidemiologică în țară. Numărul pacienților cu hepatită cronică C în 1990 a fost de 39552, iar în 1995 - 53862. Rata mortalității cauzate de virusul hepatitei C și ciroza cauzată de virus a crescut semnificativ de la 2973 în 1990 la 3848 în 1995.

### Programul Național, 1997
Situația a creat premisa de combatere urgentă  a epidemiei hepatitei virale atât din punct de vedere medical, cât și din punct de vedere economic  (costurile anuale al tratamentului a fost de 54-55 milioane lei).
Primul Program național pentru controlul hepatitei virale a fost lansat în iulie 1997. Acesta a inclus măsuri cuprinzătoare de profilaxie specifică și nespecifică. Obiectivul principal al profilaxiei nespecifice în instituțiile medicale a fost eliminarea riscului de transmitere a hepatitei virale C de la pacienții infectați către personalul medical și alții care utilizează serviciile instituțiilor medicale.
 Profilaxia nespecifică 
Profilaxia nespecifică a inclus selecția riguroasă a donatorilor de sânge și a altor fluide biologice, precum și testarea aprofundată a acestora pentru prezența virusului hepatitei C. Sterilizarea instrumentelor medicale în toate spitalele și clinicile a devenit obligatorie, iar manipularea parenterală nerezonabilă în instituțiile medicale a fost redusă la minim.
În instituțiile non-medicale (frizării, saloane de frumusețe, manichiură, pedichiură și acupunctură) s-a efectuat profilaxia nespecifică prin asigurarea garanției sterilizării instrumentelor de lucru.
În mediul înconjurător, profilaxia nespecifică a fost efectuată prin utilizarea individuală a dispozitivelor de bărbierit, a periuțelor de dinți și a altor elemente care afectează integritatea pielii și a membranelor mucoase.
 Mobilizarea socială 
Sarcina principală a mobilizării sociale a fost de a informa populația, în special grupurile de risc, despre situația epidemiologică și consecințele grave ale bolii asupra acestor infecții, despre eficacitatea măsurilor preventive specifice și nespecifice de creștere a responsabilității personalului medical.
Pentru implementarea cu succes a mobilizării sociale s-au desfășurat următoarele activități:
- au fost publicate materiale informative și educative (broșuri, buclete, postere);
- au fost publicate articole în presă la nivel național și local;
- au fost organizate emisiuni radio și TV;
- au fost organizate conferințe științifico-practice republicane, seminarii zonale și naționale;
- conversații sistematice ale lucrătorilor din domeniul sănătății cu populația, în special cu grupurile de risc;
- în procesul de mobilizare socială au fost utilizată buna experiență a altor state și implicate organizații neguvernamentale, societăți științifice.

### Programul Național, 2007-2011
Ca urmare a implementării măsurilor preventive specifice și nespecifice prevăzute de Programul național de combatere a hepatitei virale B, C și D pentru anii 1997-2006, situația din țară s-a îmbunătățit semnificativ. Incidența VHC a scăzut de la 266 de cazuri în 1997 la 127 de cazuri în 2005.
Potrivit statisticilor disponibile, în Moldova au fost înregistrate anual aproximativ 2.700 de purtători identificați ai virusului hepatitei C, 7.000 de persoane cu hepatită cronică și ciroză hepatică. Ca urmare a acestor complicații, aproximativ 3.000 de persoane au murit anual în republică. Datorită implementării măsurilor preventive în cadrul Programului Național de Combatere a Hepatitei B, C și D, a fost posibilă stabilizarea ratelor de incidență a Hepatitei cronice  și ceroză la copiii cu tendință de scădere. 
Astfel, în 2004, comparativ cu anul 2003, s-a constatat o scădere a incidenței acestor boli în rândul copiilor cu vârste cuprinse între 0-17 ani de la 99,5% (909 cazuri) la 66,1% (559 cazuri). 
Prevalenţa prin ciroze hepatice în Republica Moldova în anul 2009 a crescut cu 18,1% comparativ cu anul 2005 (1922,4 cazuri la 100 000 locuitori şi 1628,1 cazuri la 100 000 locuitori, respectiv). Acest fenomen are tendinţă de creştere atât la nivel municipal (de la 1126,3 cazuri la 100 000 locuitori în anul 2005 la 1358,2 cazuri la 100 000 locuitori în anul 2009), cât şi la nivel raional (de la 1802,7 cazuri la 100 000 locuitori în  anul 2005 la 2103,4 cazuri la 100 000 locuitori în anul 2009).
Potrivit rezultatelor analizei epidemiologice retrospective a incidenței hepatitei virale acute în Chișinău în perioada 1992-2011, obținute în cadrul studiului „Unele aspecte epidemiologice ale hepatitelor virale B, C şi D  acute în municipiul Chişinău”, dinamica incidenței hepatitei virale parenterale acute în rândul populației municipiului în acea perioadă avea o tendință de scădere.
Scopul Programului 2007-2011 a fost de a reduce în continuare incidența hepatitelor virale acute și cronice, precum  și mortalitatea la nivelul majorității țărilor din Comunitatea Europeană.În cadrul programului național, pacienții înregistrați cu hepatită virală C au fost supuși unei examinări complete, au trecut testele necesare. Necesitatea acestor proceduri a fost de a determina care pacienți au nevoie de asistență medicală de urgență. Acestea au fost incluse mai întâi în program.
Pacienții au primit medicamente gratuite pentru hepatita virală C, au fost urmăriți de către medici în timpul tratamentului. Monitorizarea a jucat un rol important - în acest fel a fost posibilă monitorizarea și înregistrarea rezultatelor și eficacității tratamentului. De regulă, în prima săptămână, pacienților li s-a făcut o hemogramă, la a 4-a săptămână - un test de sânge biochimic, iar în a 12-a săptămână au verificat încărcătura virală.

### Programul Național, 2012-2016
Ministerul Sănătății a lansat  campania națională pentru tratamentul hepatitelor virale B, C și D. Medicamentele achiziționate în acest scop au fost distribuite în majoritatea unităților administrativ-teritoriale ale țării, pentru repartizarea fiecărui pacient inclus în programul de tratament.
La momentul aprobării celui de-al treilea program național, Republica Moldova a fost calificată ca zonă cu endemicitate medie. Cu toate acestea, în ceea ce privește numărul de decese provocate de hepatitele virale, Moldova ocupa primul loc în Europa. În acest sens, obiectivele celui de-al treilea program au fost:
- scăderea  incidenței hepatitei B acute până în 2016 la 2 cazuri la 100 000 locuitori;
- scăderea incidenței hepatitei C acute până în 2016 la 2 cazuri la 100 000 locuitori;
- scădere a incidenței hepatitei B acute până în 2016 la 0,2 cazuri la 100 000 locuitori;
- furnizarea anuală de tratament antiviral pentru pacienții adulți și copiii cu hepatită virală cronică și ciroză hepatică cauzată de hepatită B, C și D într-o cantitate de cel puțin 300 de pacienți cu hepatită virală B, 300 cu hepatită virală C și 100 cu hepatită virală D.

În 2016, Ministerul Sănătății din Moldova a majorat cota de tratament gratuit de șapte ori. Noi medicamente antivirale pentru Programul Național au fost achiziționate din Egipt și Bangladesh.
Preparatele  au ajuns în instituțiile medicale, precum și în farmaciile țării. Eficiența acestora a ajuns la 98%. Astfel de medicamente au fost folosite pentru prima dată în Moldova în 2016. În această perioadă a programului, mai mult de cinci mii de persoane au primit tratament, doar în câteva cazuri tratamentul nu a avut succesul așteptat.

#### Rezultatele scontate ale Programului național, 2012-2016
- scăderea endemicității în Republica Moldova sub nivelul mediu (frecvența de detectare a hepatitei C variază în intervalul 2-5%, riscul de infecție pe tot parcursul vieții va constitui 20-30% pentru toate categoriile de populație);
- scădere semnificativă a incidenței hepatitei virale C - de la 2,24 la 1,5-1,8 la 100 000 locuitori;
- scădere a incidenței hepatitelor cronice virale, cu o scădere a detectabilității cu 15% (de la aproximativ 99,7 la 85 de cazuri la 100 000 locuitori);
- reducerea semnificativă a mortalității și invalidității din cauza hepatitei virale cronice și a cancerului hepatic;
- reducere cu 10% a nivelului infectării simultane cu virusurile hepatitei B și C la persoanele infectate cu HIV.

### Programul Național, 2017-2021
La finalul Programului Național 2012-2016, Hepatita C încă prezenta probleme serioase. În acest sens s-a decis aprobarea Programului național pentru perioada 2017-2021. 
Potrivit statisticilor, în Republica Moldova, rata incidenței hepatitei virale acute a scăzut în 2015. Incidența hepatitei cronice virale era ridicată cu tendință de creștere, ce constituia  43 282 pacienți cu hepatită cronică virală: hepatită cronică virală cronică B - 25 961 pacienți, hepatită cronică C - 13 423 pacienți, hepatită cronică D - 1 481 de pacienți, hepatită nespecificată 2 417 pacienți.
De asemenea, au sporit cazurile  de ciroză hepatică de etiologie virală - 5 178 de pacienți. Republica Moldova, potrivit datelor organizațiilor internaționale, se situează pe primul loc în lume în ceea ce privește mortalitatea de ciroză hepatică - 71,2 decese la 100 000 locuitori.
Obiectivul general al Programului este reducerea în continuare a incidenței hepatitelor cronice virale cronice B, C și D acute și a cirozei, inclusiv prin minimizarea consecințelor socio-economice. Obiectivele specifice ale programului includ:
1. dezvoltarea de servicii pentru diagnosticarea și screening-ul de laborator pentru hepatitele virale B, C și D cu creșterea nivelului de depistare precoce a persoanelor infectate cu aceste virusuri până în 2021;
2. reducerea cu 50% a incidenței și prevalenței hepatitelor virale acute B, C și D pentru a reduce cu 50% până în 2021 incidența hepatitei cronice și a cirozei hepatice cauzate de aceste virusuri;
3. până în 2021, asigurându-se că cel puțin 50% din pacienții cu hepatită virală B, C și D din Republica Moldova au acces la servicii de îngrijire și servicii de îngrijire permanentă bazate pe punerea în aplicare a protocoalelor clinice naționale;
4. informarea continuă până în anul 2021, cu creșterea gradului de vigilență a fiecărei persoane, în special a grupurilor de risc, și a comunității privind hepatitele virale B, C și D;
5. efectuarea de cercetări științifice și practice privind hepatitele virale B, C și D în perioada 2017 - 2021, cu măsuri îmbunătățite de control și răspuns pentru reducerea riscului de transmitere.

Planul de măsuri pentru implementarea Programului Național include:
- furnizarea de laboratoare zonale cu teste de diagnosticare pentru determinarea marcheriilor hepatitei virale;
- achiziționarea de dispozitive Fibroscan;
- dezvoltarea și implementarea Sistemului Informatic Automatizat al Registrului de Hepatită;
- campanii de informare și comunicare;
- măsuri de promovare a sănătății (conștientizare), de combatere a hepatitelor virale B, C și D, efectuate de specialiști în acest domeniu.

Implementarea acestui program este monitorizată de către Ministerul Sănătății în colaborare cu Centrul Național de Sănătate Publică, centrele teritoriale de sănătate publică, Centrul Național de Management în Sănătate, instituțiile publice de sănătate publică, Universitatea de Stat de Medicină și Farmacie „Nicolae Testemițanu” și Academia de Științe a Moldovei.